# Prix de médecine de l'université Keiō

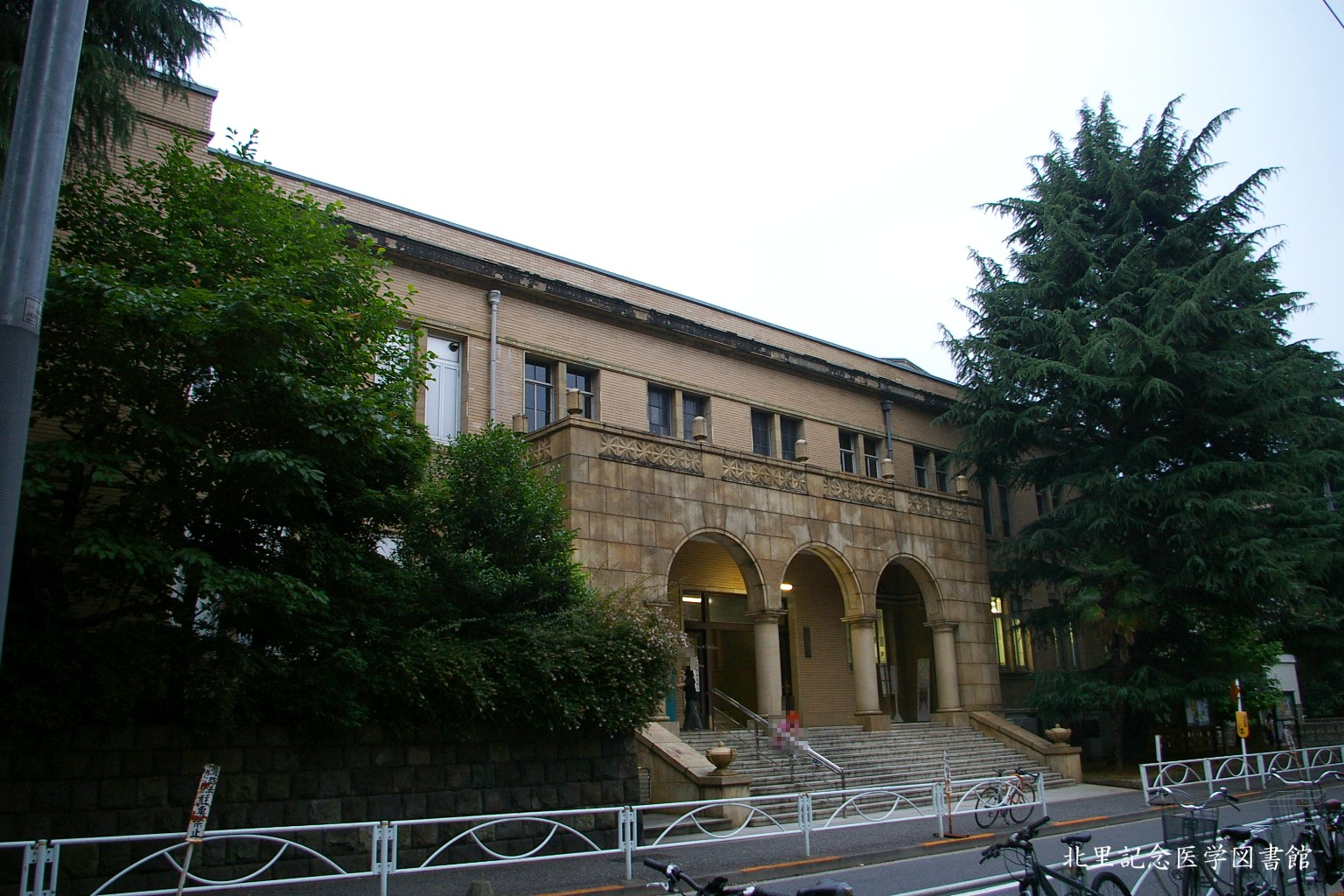
Lieu de la remise du prix : « bibliothèque commémoratif Kitasato », campus Shinano dans le quartier Shinanomachi de l'arrondissement de Shinjuku à Tokyo

Le prix de médecine de l'université Keiō (慶應医学賞), est un éminent prix japonais dans les sciences biomédicales attribué depuis 1996.

## Introduction
Le prix est attribué à des scientifiques qui ont fait d'importantes contributions dans le domaine des sciences médicales ou des sciences de la vie. Ces contributions peuvent renforcer la paix et la prospérité de l'humanité et de la société humaine.
Le montant du prix est de 20 millions de yens. Une médaille est également attribuée au lauréat. Tous les ans, deux lauréats au maximum sont distingués. La remise du prix a lieu chaque année normalement à l'université Keiō à Tokyo.

## Lauréats
- 1996 - Stanley B. Prusiner et Shigetada Nakanishi
- 1997 - Robert A. Weinberg et Tadatsugu Taniguchi
- 1998 - Moses Judah Folkman et Katsuhiko Mikoshiba
- 1999 - Elizabeth Helen Blackburn et Shinya Yoshikawa
- 2000 - Arnold J. Levine et Yusuke Nakamura
- 2001 - Anthony R. Hunter et Masatoshi Takeichi
- 2002 - Barry Marshall et Koichi Tanaka
- 2003 - Ronald M. Evans et Yasushi Miyashita
- 2004 - Roger Y. Tsien
- 2005 - Yoshinori Fujiyoshi
- 2006 - Thomas A. Steitz
- 2007 - Brian J. Druker et Hiroaki Mitsuya
- 2008 - Fred H. Gage et Shimon Sakaguchi
- 2009 - Jeffrey M. Friedman et Kenji Kangawa
- 2010 - Jules A. Hoffmann et Shizuo Akira
- 2011 - Philip A. Beachy et Keiji Tanaka
- 2012 - Steven Rosenberg et Hiroyuki Mano
- 2013 - Victor Ambros and Shigekazu Nagata
- 2014 - Karl Deisseroth and Hiroshi Hamada
- 2015 - Jeffrey I. Gordon and Yoshinori Ohsumi
- 2016 - Svante Pääbo and Tasuku Honjo[2]
- 2017 - John Edgar Dick  et Seiji Ogawa
- 2018 - Feng Zhang et Masashi Yanagisawa
- 2019 - Hans Clevers (en) et  Tadamitsu Kishimoto (en)
- 2020 - Aviv Regev et Atsushi Miyawaki
- 2021 - Katalin Karikó et Osamu Nureki
- 2022 - Carl H. June et Yoshihiro Kawaoka (en)